# Cacau
Claudemir Jerônimo Fernandes Barretto (Santo André, 27 de marzo de 1981), más conocido como Cacau, es un exfutbolista brasileño nacionalizado alemán. Jugaba en la posición de delantero y su último equipo fue el VfB Stuttgart II de la 3. Liga de Alemania.
El 1 de julio de 2014 terminó su contrato con el VfB Stuttgart luego de estar en el club por más de 10 años.

## Selección nacional
Ha sido internacional con la Selección de fútbol de Alemania, con la que ha disputado 23 partidos internacionales y ha marcado 6 goles. Su primer gol en un Mundial fue en el de Sudáfrica 2010 en el partido en que los alemanes golearon 4-0 a Australia en su debut.
Además, su debut en mundiales fue precisamente en el mencionado encuentro del 13 de junio de 2010 en Sudáfrica ante la selección australiana, al sustituir a Miroslav Klose.

### Participaciones en Copas del Mundo
| Copa              | Sede      | Resultado    | Partidos | Goles |
| ----------------- | --------- | ------------ | -------- | ----- |
| Copa Mundial 2010 | Sudáfrica | Tercer lugar | 4        | 1     |

## Estadísticas

### Clubes
La siguiente tabla detalla los encuentros disputados y los goles marcados por Cacau en los clubes en los que ha militado.
| Club | Div.          | Temporada     | Liga  | Liga  | Copas nacionales(1) | Copas nacionales(1) | Copa de la Liga(2) | Copa de la Liga(2) | Torneos internacionales(3) | Torneos internacionales(3) | Total(4) | Total(4) |
| Club | Div.          | Temporada     | Part. | Goles | Part.               | Goles               | Part.              | Goles              | Part.                      | Goles                      | Part.    | Goles    |
| --- | ------------- | ------------- | ----- | ----- | ------------------- | ------------------- | ------------------ | ------------------ | -------------------------- | -------------------------- | -------- | -------- |
| Türkgücü Múnich · Alemania | 5.ª           | 2000-01       | 31    | 7     | —                   | —                   | —                  | —                  | —                          | —                          | 31       | 7        |
| 1. F. C. Núremberg · Alemania | 1.ª           | 2001-02       | 17    | 6     | 0                   | 0                   | —                  | —                  | —                          | —                          | 17       | 6        |
| 1. F. C. Núremberg · Alemania | 1.ª           | 2002-03       | 27    | 2     | 2                   | 0                   | —                  | —                  | —                          | —                          | 29       | 2        |
| 1. F. C. Núremberg · Alemania | Total club    | Total club    | 44    | 8     | 2                   | 0                   | 0                  | 0                  | 0                          | 0                          | 46       | 8        |
| VfB Stuttgart · Alemania | 1.ª           | 2003-04       | 16    | 4     | 3                   | 1                   | 1                  | 0                  | 4                          | 0                          | 24       | 5        |
| VfB Stuttgart · Alemania | 1.ª           | 2004-05       | 32    | 12    | 3                   | 2                   | 2                  | 2                  | 8                          | 7                          | 45       | 23       |
| VfB Stuttgart · Alemania | 1.ª           | 2005-06       | 20    | 4     | 1                   | 1                   | 3                  | 0                  | 5                          | 0                          | 29       | 5        |
| VfB Stuttgart · Alemania | 1.ª           | 2006-07       | 32    | 13    | 6                   | 5                   | —                  | —                  | —                          | —                          | 38       | 18       |
| VfB Stuttgart · Alemania | 1.ª           | 2007-08       | 27    | 9     | 1                   | 0                   | 1                  | 0                  | 5                          | 1                          | 34       | 10       |
| VfB Stuttgart · Alemania | 1.ª           | 2008-09       | 25    | 7     | 1                   | 1                   | —                  | —                  | 6                          | 0                          | 32       | 8        |
| VfB Stuttgart · Alemania | 1.ª           | 2009-10       | 25    | 13    | 2                   | 2                   | —                  | —                  | 6                          | 1                          | 33       | 16       |
| VfB Stuttgart · Alemania | 1.ª           | 2010-11       | 27    | 8     | 2                   | 2                   | —                  | —                  | 7                          | 1                          | 36       | 11       |
| VfB Stuttgart · Alemania | 1.ª           | 2011-12       | 33    | 8     | 4                   | 3                   | —                  | —                  | —                          | —                          | 37       | 11       |
| VfB Stuttgart · Alemania | 1.ª           | 2012-13       | 5     | 1     | 2                   | 0                   | —                  | —                  | 4                          | 0                          | 11       | 1        |
| VfB Stuttgart · Alemania | 1.ª           | 2013-14       | 21    | 1     | 2                   | 0                   | —                  | —                  | 4                          | 0                          | 27       | 1        |
| VfB Stuttgart · Alemania | Total club    | Total club    | 263   | 80    | 27                  | 17                  | 7                  | 2                  | 49                         | 10                         | 346      | 109      |
| Cerezo Osaka Japón | 1.ª           | 2014          | 12    | 5     | 2                   | 0                   | 0                  | 0                  | 0                          | 0                          | 14       | 5        |
| VfB Stuttgart II · Alemania | 3.ª           | 2015-16       | 8     | 3     | —                   | —                   | —                  | —                  | —                          | —                          | 8        | 3        |
| Total carrera | Total carrera | Total carrera | 358   | 103   | 31                  | 17                  | 7                  | 2                  | 49                         | 10                         | 445      | 132      |
| (1) Incluye datos de la Copa de Alemania y Copa del Emperador. (2) Incluye datos de la Copa de la Liga de Alemania y Copa J. League. (3) Incluye datos de la Copa de la UEFA, Liga de Campeones de la UEFA y Liga Europa de la UEFA. (4) No incluye goles en partidos amistosos. |               |               |       |       |                     |                     |                    |                    |                            |                            |          |          |

### Selección nacional
La siguiente tabla detalla los encuentros disputados y los goles marcados por Cacau con la selección alemana.
| Selección           | Año             | Amistoso | Amistoso | Amistoso | Clasificación | Clasificación | Clasificación | Mundial | Mundial | Mundial | Total | Total | Total  |
| Selección           | Año             | Part.    | Goles    | Asist.   | Part.         | Goles         | Asist.        | Part.   | Goles   | Asist.  | Part. | Goles | Asist. |
| ------------------- | --------------- | -------- | -------- | -------- | ------------- | ------------- | ------------- | ------- | ------- | ------- | ----- | ----- | ------ |
| Absoluta · Alemania | 2009            | 2        | 0        | 1        | 2             | 0             | 0             | —       | —       | —       | 4     | 0     | 1      |
| Absoluta · Alemania | 2010            | 5        | 3        | 1        | 4             | 0             | 1             | 4       | 1       | 0       | 13    | 4     | 2      |
| Absoluta · Alemania | 2011            | 3        | 1        | 0        | 1             | 0             | 0             | —       | —       | —       | 4     | 1     | 0      |
| Absoluta · Alemania | 2012            | 2        | 1        | 0        | —             | —             | —             | —       | —       | —       | 2     | 1     | 0      |
| Total selección     | Total selección | 12       | 5        | 2        | 7             | 0             | 1             | 4       | 1       | 0       | 23    | 6     | 3      |

#### Goles internacionales
| N.º | Fecha                   | Lugar                           | Rival     | Gol | Resultado | Competición                    |
| --- | ----------------------- | ------------------------------- | --------- | --- | --------- | ------------------------------ |
| 1   | 13 de mayo de 2010      | New Tivoli Stadion, Aquisgrán   | Malta     | 1-0 | 3-0       | Amistoso                       |
| 2   | 13 de mayo de 2010      | New Tivoli Stadion, Aquisgrán   | Malta     | 2-0 | 3-0       | Amistoso                       |
| 3   | 29 de mayo de 2010      | Estadio Ferenc Puskás, Budapest | Hungría   | 3-0 | 3-0       | Amistoso                       |
| 4   | 13 de junio de 2010     | Estadio Moses Mabhida, Durban   | Australia | 4-0 | 4-0       | Copa Mundial de Fútbol de 2010 |
| 5   | 6 de septiembre de 2011 | PGE Arena, Gdansk               | Polonia   | 2-2 | 2-2       | Amistoso                       |
| 6   | 29 de febrero de 2012   | Weserstadion, Bremen            | Francia   | 1-2 | 1-2       | Amistoso                       |

### Resumen estadístico
| Competición           | Partidos | Goles | Asistencias | Promedio |
| --------------------- | -------- | ----- | ----------- | -------- |
| Liga                  | 328      | 96    | 40          | 0,29     |
| Copas nacionales      | 31       | 17    | 2           | 0,54     |
| Copas internacionales | 49       | 10    | 6           | 0,20     |
| Selección nacional    | 23       | 6     | 3           | 0,26     |
| Total                 | 431      | 129   | 51          | 0,29     |

## Palmarés

### Campenatos nacionales
| Título        | Club          | País     | Año  |
| ------------- | ------------- | -------- | ---- |
| 1. Bundesliga | VfB Stuttgart | Alemania | 2007 |

### Distinciones individuales
| Distinción                                       | Año  |
| ------------------------------------------------ | ---- |
| Máximo goleador de la Copa de Alemania (5 goles) | 2007 |